# Paul Meurisse
Paul Gustave Pierre Meurisse (Dunkerque, 21 dicembre 1912 – Neuilly-sur-Seine, 19 gennaio 1979) è stato un attore francese.

## Biografia
Nato a Dunkerque da una famiglia dell'alta borghesia (il padre era un banchiere), Meurisse trascorse l'infanzia in Corsica e compì i suoi studi a Aix-en-Provence. Trasferitosi a Parigi nel 1936, malgrado l'opposizione della famiglia, iniziò a calcare le scene teatrali diventando attore di rivista al Trianon, celebre locale parigino, e in seguito cantante di music-hall, di cabaret e di operetta.
Affermandosi con uno stile molto personale, basato sul contrasto tra la leggerezza dei motivi musicali cantati e il tono cupo con cui li proponeva al pubblico, Meurisse conquistò la popolarità esibendosi in diversi teatri parigini e intraprendendo alcune tournée con artisti quali il cantante Francis Lemarque e il compositore Joseph Kosma. Nell'aprile del 1940 fu il protagonista della pièce teatrale Le bel indifferent di Jean Cocteau, a fianco di Édith Piaf, con la quale ebbe una relazione sentimentale durata alcuni mesi, e che lo sostenne in questa prima parte della sua carriera artistica.
Nella prima metà degli anni quaranta iniziò ad apparire sugli schermi in piccoli ruoli, come in Ventiquattro ore di permesso, girato nel 1941 ma distribuito solo nel 1945, in Montmartre-sur-Seine (1941), dove comparve in veste di cantante ed ebbe come partner la stessa Edith Piaf in una delle sue rare apparizioni cinematografiche, Défense d'aimer (1942), dove per la prima volta ottenne il ruolo di protagonista accanto a Suzy Delair.
Pur proseguendo l'attività di cantante, Meurisse guadagnò una crescente fama in qualità di attore cinematografico nel secondo dopoguerra. Sebbene lontano dai canoni estetici del seduttore, grazie alla sua aria flemmatica, elegante e poco incline alla loquacità, interpretò i ruoli più differenti: fu un gangster in L'albergo della malavita (1946) di Jacques Feyder, e un uomo di legge in L'Inspecteur Sergil (1947) e Sergil et le dictateur (1948), in cui impersonò il commissario di polizia protagonista.
Durante gli anni cinquanta continuò ad alternare ruoli positivi a personaggi più cinici e inquietanti, dando la sua migliore interpretazione ne I diabolici (1955), per la regia di Henri-Georges Clouzot, uno dei più celebri noir del cinema francese, in cui impersonò il sadico insegnante Michel Delassalle, accanto a Simone Signoret. Tra le sue incursioni nella commedia, sono da ricordare i ruoli di Manuel Villa ne La vedova elettrica (1958), accanto a Danielle Darrieux, e in Picnic alla francese (1959) di Jean Renoir, dove interpretò Etienne Alexis, un taciturno professore di biologia che viene sedotto da una giovane ragazza di campagna.
Negli anni sessanta interpretò in tre differenti occasioni il comandante Théobalde Dromard, detto Le Monocle, in Hitler non è morto (1961), Sparate a vista all'inafferrabile 009 (1962) e L'ispettore spara a vista (1964), una serie di film di avventura e spionaggio. Nello stesso periodo ottenne alcuni ruoli di maggior spessore, come quello del commissario Blot nel poliziesco Tutte le ore feriscono... l'ultima uccide (1966), diretto da Jean-Pierre Melville, e quello di Luc Jardie, capo della Resistenza, ne L'armata degli eroi (1969), nuovamente per la regia di Melville.
Meurisse fu anche interprete teatrale. Già membro della Comédie-Française negli anni cinquanta, l'attore affrontò un vasto repertorio, dai ruoli shakespeariani di Bruto nel Giulio Cesare e di Coriolano, alle opere moderne quali L'hurluberlu ou le réactionnaire amoureux di Jean Anouilh.
Negli anni settanta diradò le sue interpretazioni cinematografiche ma restò attivo sui palcoscenici francesi. Proprio al termine di una delle rappresentazioni della pièce Mon père avait raison di Sacha Guitry, presso il Théatre Hébertot di Parigi, in cui interpretava il doppio ruolo di padre e figlio, Meurisse morì per una crisi cardiaca il 19 gennaio 1979, all'età di 66 anni.

## Filmografia
- Ne bougez plus, regia di Pierre Caron (1941)
- Montmartre-sur-Seine, regia di Georges Lacombe (1941)
- Défense d'aimer, regia di Richard Pottier (1942)
- Tutti i giorni mi sposo (Mariage d'amour), regia di Henri Decoin (1942)
- La Ferme aux loups, regia di Richard Pottier (1943)
- Ventiquattro ore di permesso (Vingt-quatre heures de perm'), regia di Maurice Cloche (1945)
- Marie la Misère, regia di Jacques de Baroncelli (1945)
- L'insaisissable Frédéric, regia di Richard Pottier (1946)
- L'albergo della malavita (Macadam), regia di Jacques Feyder (1946)
- La Fleur de l'âge, regia di Marcel Carné (1947)
- Inspecteur Sergil, regia di Jacques Daroy (1947)
- Monsieur Chasse, regia di Willy Rozier (1947)
- Il segno di Allah (Bethsabée), regia di Léonide Moguy (1947)
- La signora delle undici (La Dame d'onze heures), regia di Jean-Devaivre (1948)
- Manù il contrabbandiere, regia di Lucio De Caro (1948)
- Il colonnello Durand (Le Colonel Durand), regia di René Chanas (1948)
- Le Dessous des cartes, regia di André Cayatte (1948)
- Impasse des Deux Anges, regia di Maurice Tourneur (1948)
- Sergil et le dictateur, regia di Jacques Daroy (1948)
- Scandale, regia di René Le Hénaff (1948)
- L'Ange rouge, regia di Jacques Daniel-Norman (1949)
- Dernière heure, édition spéciale, regia di Maurice de Canonge (1949)
- Agnès de rien, regia di Pierre Billon (1950)
- Maria di bout du monde, regia di Jean Stelli (1951)
- Giustizia senza processo (Sérénade au bourreau), regia di Jean Stelli (1951)
- Ma femme est fomidable, regia di André Hunebelle (1951) (non accreditato)
- Sergil chex les filles, regia di Jacques Daroy (1952)
- La maschera del delitto (Je Suis un mouchard), regia di René Chanas (1953)
- La contessa di Castiglione, regia di Georges Combret (1954)
- I diabolici (Les Diaboliques), regia di Henri-Georges Clouzot (1955)
- Shaitan, il diavolo avventuroso (Fortune carrée), regia di Bernard Borderie (1955)
- Il processo dei veleni (L'Affaire des poisons), regia di Henri Decoin (1955)
- Fino all'ultimo (Jusqu'au dernier), regia di Pierre Billon (1957)
- L'Inspecteur aime la bagarre, regia di Jean-Devaivre (1957)
- Quando l'odio brucia (Les Violents), regia di Henri Calef (1957)
- Scacco alla morte (Échec au porteur), regia di Gilles Grangier (1958)
- La vedova elettrica (Le Septième ciel), regia di Raymond Bernard (1958)
- La casa sul fiume (Guinguette), regia di Jean Delannoy (1959)
- La fossa dei disperati (La Tête contre les murs), regia di Georges Franju (1959)
- Marie-Octobre, regia di Julien Duvivier (1959)
- Picnic alla francese (Le Déjeuner sur l'herbe), regia di Jean Renoir (1959)
- La francese e l'amore (La Française et l'amour), regia di Michel Boisrond e Christian-Jaque (1960)
- La verità (La Vérité), regia di Henri-Georges Clouzot (1960)
- Hitler non è morto (Le Monocle noir), regia di Georges Lautner (1961)
- Il gioco della verità (Le Jeu de la vérité), regia di Robert Hossein (1961)
- Les Nouveaux aristocrates, regia di Francis Rigaud (1961)
- Vento caldo di battaglia (Carillons sans joie), regia di Charles Brabant (1962)
- Sparate a vista all'inafferrabile 009 (L'Oeil du monocle), regia di Georges Lautner (1962)
- L'assassino conosce la musica (L'Assassin connaît la musique), regia di Pierre Chenal (1963)
- Parigi proibita (Du Mouron pour les petits oiseaux), regia di Marcel Carné (1963)
- Chi vuol dormire nel mio letto? (Méfiez-vous, mesdames!), regia di André Hunebelle (1963)
- In famiglia si spara (Les Tontons flingueurs), regia di Georges Lautner (1963) (non accreditato)
- L'ispettore spara a vista (Le Monocle rit jaune), regia di Georges Lautner (1964)
- Operazione maggiordomo (Le Majordome), regia di Jean Delannoy (1965)
- Jacqueline e gli uomini (Moi et les hommes de 40 ans), regia di Jacques Pinoteau (1965)
- La Grosse caisse, regia di Alex Joffé (1965)
- Quand passent les faisants, regia di Édouard Molinaro (1965)
- Der Kongreß amüsiert sich, regia di Géza von Radványi (1966)
- Tutte le ore feriscono, l'ultima uccide (Le Deuxième souffle), regia di Jean-Pierre Melville (1966)
- L'armata degli eroi (L'Armée des ombres), regia di Jean-Pierre Melville (1969)
- Le Cri du cormoran, le soir au-dessus des jonques, regia di Michel Audiard (1970)
- L'uomo di Saint-Michael (Doucement les basses), regia di Jacques Deray (1971)
- Così bello così corrotto così conteso (Les Voraces), regia di Sergio Gobbi (1973)
- La polizia indaga: siamo tutti sospettati (Les Suspects), regia di Michel Wyn (1974)
- Lo zingaro (Le Gitan), regia di José Giovanni (1975)
- L'Éducation amoureuse de Valentin, regia di Jean L'Hôte (1976)

## Doppiatori italiani
- Stefano Sibaldi in La contessa di Castiglione, Chi vuol dormire nel mio letto?, Tutte le ore feriscono... l'ultima uccide
- Bruno Persa in I diabolici, La vedova elettrica, L'uomo di Saint-Michael
- Emilio Cigoli in La casa sul fiume, La verità
- Roberto Villa in L'armata degli eroi
- Renato Turi in Così bello così corrotto così conteso
- Giorgio Piazza in Lo Zingaro